# David Newman (Komponist)
David Louis Newman (* 11. März 1954 in Los Angeles, Kalifornien) ist ein US-amerikanischer Komponist. Er zählt zu den führenden Dirigenten Hollywoods und hat sich im Bereich der Filmmusik hauptsächlich auf Filmkomödien spezialisiert.

## Leben und Wirken
Er ist der Sohn des Filmkomponisten Alfred Newman, Bruder von Thomas Newman, Neffe von Emil Newman sowie Cousin von Randy Newman. Alle drei sind ebenfalls als Komponisten tätig. Des Weiteren ist er der Bruder der Komponistin Maria Newman (* 1962) und Neffe des Dirigenten Lionel Newman.
Schon im frühen Alter begann er Violine zu spielen und zu dirigieren. Er studierte an der University of Southern California und machte dort seinen Abschluss als Dirigent.
Er erhielt eine Oscar-Nominierung für die Filmmusik zum Zeichentrickfilm „Anastasia“. Hauptsächlich schrieb er für Filme von Danny DeVito („Matilda“), Brian Levant („Die Familie Feuerstein“) und Stephen Herek („The Mighty Ducks“).
Neben der Leitung zahlreicher Filmmusiken, dirigierte er auch mehrmals bei der Musikgala Hollywood in Vienna.
Verheiratet ist er mit Krystina Newman; sie haben ein Kind.

## Filmografie
- 1986: Critters – Sie sind da! (Critters)
- 1987: Der tapfere kleine Toaster (The brave little toaster)
- 1987: Schmeiß’ die Mama aus dem Zug! (Throw Momma From the Train)
- 1989: Bill & Teds verrückte Reise durch die Zeit (Bill & Ted’s Excellent Adventure)
- 1990: Applejuice (Meet the Applegates)
- 1989: Heathers
- 1990: Der Rosenkrieg (The War of the Roses)
- 1990: Airborne – Flügel aus Stahl (Fire Birds)
- 1990: Mr. Destiny
- 1990: Freshman (The Freshman)
- 1991: Die blonde Versuchung (The Marrying Man)
- 1991: Fast Food Family (Don’t Tell Mom the Babysitter’s Dead)
- 1991: Bill & Ted’s verrückte Reise in die Zukunft (Bill & Ted’s Bogus Journey)
- 1991: Sommerparadies (Paradise)
- 1992: … aber nicht mit meiner Braut – Honeymoon in Vegas (Honeymoon in Vegas)
- 1992: Mighty Ducks – Das Superteam (The Mighty Ducks)
- 1992: Jimmy Hoffa (Hoffa)
- 1992: Zauber eines Sommers (That Night)
- 1993: Herkules und die Sandlot-Kids (The Sandlot)
- 1993: Undercover Blues – Ein absolut cooles Trio (Undercover Blues)
- 1994: Flintstones – Die Familie Feuerstein (The Flintstones)
- 1994: Daddy Cool – Mein Vater der Held (My Father the Hero)
- 1994: Machen wir’s wie Cowboys (The Cowboy Way)
- 1994: I Love Trouble – Nichts als Ärger (I Love Trouble)
- 1995: Kaffee, Milch und Zucker (Boys on the Side)
- 1996: Versprochen ist versprochen (Jingle All the Way)
- 1996: Das Phantom (The Phantom)
- 1996: Der verrückte Professor (The Nutty Professor)
- 1996: Matilda
- 1997: Tango gefällig? (Out to Sea)
- 1997: Anastasia
- 1999: Ungeküsst (Never Been Kissed)
- 1999: Bowfingers große Nummer (Bowfinger)
- 1999: Galaxy Quest – Planlos durchs Weltall (Galaxy Quest)
- 2000: Die Flintstones in Viva Rock Vegas (The Flintstones in Viva Rock Vegas)
- 2000: Familie Klumps und der verrückte Professor (Nutty Professor II: The Klumps)
- 2000: Teuflisch (Bedazzled)
- 2000: Traumpaare (Duets)
- 2000: 102 Dalmatiner (102 Dalmatians)
- 2001: Das Halsband der Königin (The Affair of the Necklace)
- 2001: Dr. Dolittle 2
- 2002: Ice Age
- 2002: Leben oder so ähnlich (Life or Something Like It)
- 2002: Tötet Smoochy (Death to Smoochy)
- 2002: Scooby-Doo
- 2003: Wie werde ich ihn los – in 10 Tagen? (How to Lose a Guy in 10 Days)
- 2003: Der Kindergarten Daddy (Daddy Day Care)
- 2003: Der Appartement Schreck (Duplex)
- 2003: Ein Kater macht Theater (Dr. Seuss’ The Cat in the Hat)
- 2004: Scooby Doo 2 – Die Monster sind los (Scooby Doo 2: Monsters Unleashed)
- 2005: Sind wir schon da? (Are We There Yet?)
- 2005: Das Schwieger-Monster (Monster-in-Law)
- 2005: Der Herr des Hauses (Man of the House)
- 2005: Serenity – Flucht in neue Welten (Serenity)
- 2007: Norbit
- 2008: Willkommen zu Hause Roscoe Jenkins (Welcome Home, Roscoe Jenkins)
- 2008: The Spirit
- 2009: My Big Fat Greek Summer (My Life in Ruins)
- 2009: Scooby Doo 3 – Das Abenteuer beginnt (Scooby-Doo! – The Mystery Begins)
- 2009: Alvin und die Chipmunks 2 (Alvin and the Chipmunks: The Squeakquel)
- 2010: Crazy on the Outside
- 2010: Spy Daddy (The Spy Next Door)
- 2010: Konferenz der Tiere (Animals United)
- 2011: Big Mama’s Haus – Die doppelte Portion (Big Mommas: Like Father, Like Son)
- 2012: A Christmas Story 2
- 2014: Behaving Badly – Brav sein war gestern (Behaving Badly)
- 2014: Ruth & Alex: Verliebt in New York (5 Flights Up)
- 2014: Professor Love (Some Kind of Beautiful)
- 2016: Army of One: Ein Mann auf göttlicher Mission (Army of One)
- 2017: Girls Trip
- 2017: Naked
- 2018: Night School
- 2019–2022: Grünes Ei mit Speck (Green Eggs and Ham, Fernsehserie)
- 2021: West Side Story